# 查維尼約

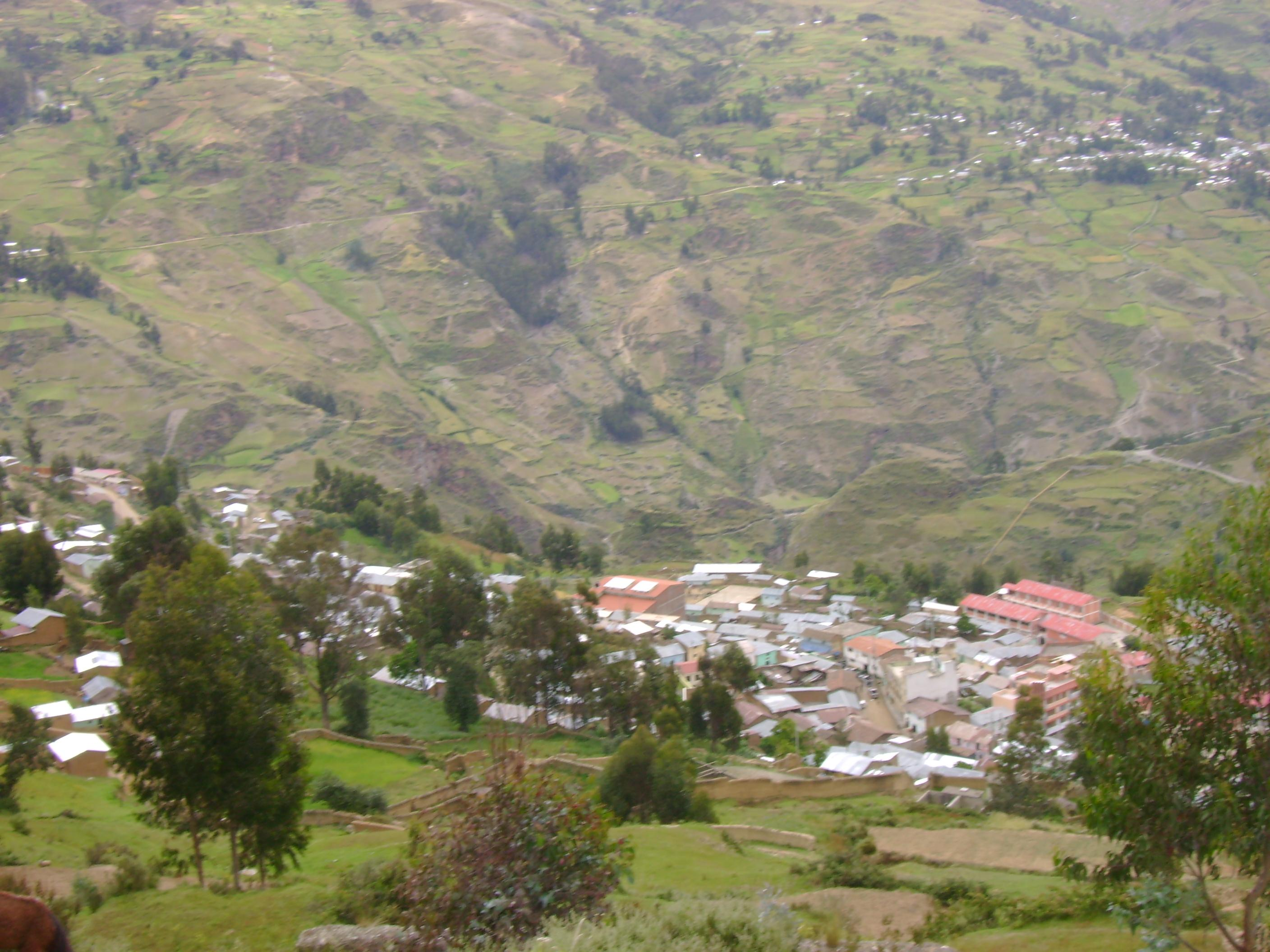

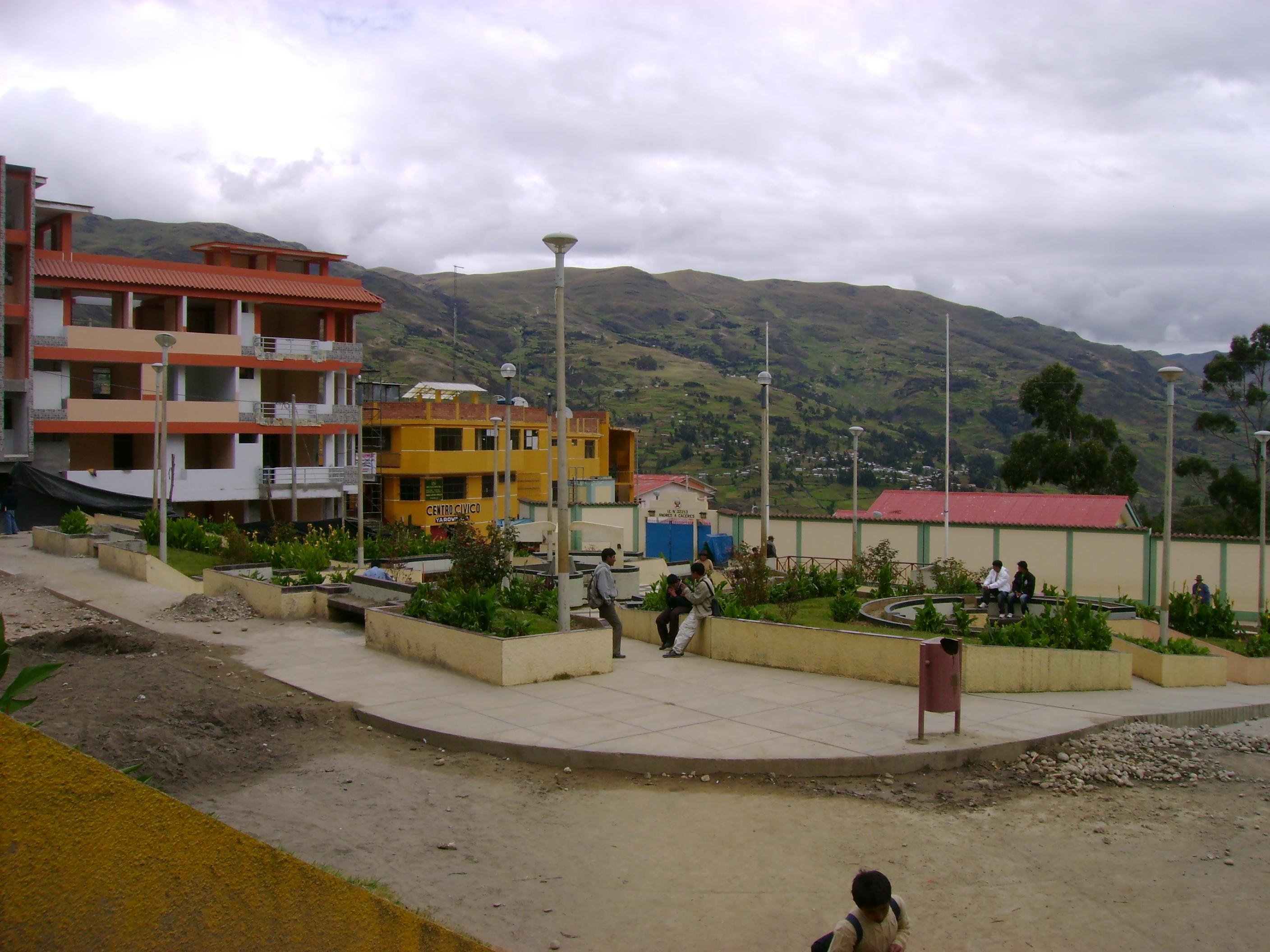

查維尼約（西班牙語：Chavinillo），是秘魯的城鎮，位於該國中部瓦努科大區，處於馬拉尼翁河右岸，是亞羅維爾卡省的首府，海拔高度3,480米，2005年人口1,919，居民主要使用奇楚瓦語和西班牙語。